# Filles du Calvaire (metrostation)
Filles du Calvaire is een station van de metro in Parijs langs metrolijn 8, in het 3e en 11e arrondissement. De lijn opende op 5 mei 1931, toen lijn acht verlengd werd. Het station is vernoemd naar de nabijgelegen straat en plein die vernoemd zijn naar een voormalig klooster van de orde van de Filles du Calvaire ("De meisjes van Golgotha"), een heden ten dage nog immer bestaande Benedictijner congregatie die in 1617 opgezet is door Père Joseph en Antoinette d'Orléans-Longueville. Het klooster alhier is overigens ter gelegenheid van de Franse Revolutie met de grond gelijkgemaakt.
Balard ·
Lourmel ·
Boucicaut ·
Félix Faure ·
Commerce ·
La Motte-Picquet - Grenelle ·
Champ de Mars ·
École Militaire ·
La Tour-Maubourg ·
Invalides ·
Concorde ·
Madeleine ·
Opéra ·
Richelieu - Drouot ·
Grands Boulevards ·
Bonne Nouvelle ·
Strasbourg - Saint-Denis ·
République ·
Filles du Calvaire ·
Saint-Sébastian - Froissart ·
Chemin Vert ·
Bastille ·
Ledru-Rollin ·
Faidherbe - Chaligny ·
Reuilly - Diderot ·
Montgallet ·
Daumesnil ·
Michel Bizot ·
Porte Dorée ·
Porte de Charenton ·
Liberté ·
Charenton - Écoles ·
École Vétérinaire de Maisons-Alfort ·
Maisons-Alfort - Stade ·
Maisons-Alfort - Les Juilliottes ·
Créteil - L'Échat ·
Créteil - Université ·
Créteil - Préfecture ·
Pointe du Lac
- International Standard Name Identifier: 0000 0001 2193 0838
- Library of Congress Control Number: nr2001018657
- Virtual International Authority File: 157127433